# Rhipidoblatta grandis
Rhipidoblatta grandis  (лат.) — ископаемый вид тараканов рода Rhipidoblatta из семейства Caloblattinidae. Меловой период (барремский ярус, 129—125 млн лет). Россия: Забайкальский край (Чита, Черновские Копи, 52,0° N, 113,2° E). Крупный вид, размер надкрылий 21,0×9,1 мм. Жилка Sc с четырьмя ветвями, жилка R с более чем 17 ветвями.

Вид был впервые описан по отпечаткам в 2014 году словацким энтомологом П. Барной (Peter Barna; Geological Institute, Slovak Academy of Sciences, Братислава, Словакия) вместе с Archimesoblatta kopi, Blattula discors, Mongolblatta sanguinea, Rhipidoblattina lacunata и другими новыми ископаемыми видами. Близок к вымершим видам  Rhipidoblatta brevivalvata и Rhipidoblatta fusca Vishniakova, 1968 (который мельче, ширина надкрылий 6,5 мм).